# Eriopyga perfusata
Eriopyga perfusata är en fjärilsart som beskrevs av Paul Dognin 1914. Eriopyga perfusata ingår i släktet Eriopyga och familjen nattflyn. Inga underarter finns listade i Catalogue of Life.